# Hupikék törpikék (televíziós sorozat, 1981)
A Hupikék törpikék (eredeti cím: The Smurfs) 1981-től 1989-ig futott amerikai televíziós rajzfilmsorozat, amelynek alkotója a belga Peyo. A tévéfilmsorozat a Hanna-Barbera gyártásában készült, a Warner Bros. forgalmazásában jelent meg. Műfaját tekintve kalandfilmsorozat, fantasy filmsorozat és filmvígjáték-sorozat. Az első rész bemutatójára 1981. szeptember 12-én került sor az amerikai NBC-n. A sorozat egészen 1989. december 2-i záróepizódjáig tartott. Magyarországon 1988 és 1994 között a Magyar Televízió 2-es csatornája adta, majd az RTL Klub 2000-től kezdte el sugározni, a Prizma TV pedig 2010-től kezdte vetíteni ugyanezt a változatot. A Magyar Televízió francia közvetítéssel szerezte meg a rajzfilmet. A francia forgalmazó – sok más típusú rajzfilmhez hasonlóan – átszerkesztette az eredeti anyagot, kihagyott egyes epizódokat, és nem is rendelkezett a teljes sorozattal. A francia licenc megszűnésével a TV2 Csoport megszerezte a teljes sorozatot 2017-ben, az eddigi részekre rászerkesztette a korábbi szinkront, a hiányzó részeket leszinkronizáltatta. A teljes sorozatot egyben a Kiwi TV vetítette először, azóta a Kiwiből megalakult TV2 Kids adásáról és a TV2-nél látható folyamatosan. Az új 3D sorozat csak a Kidsen látható. Janó és Bibice történetszálát a francia forgalmazó kivette külön rövid sorozattá, az M-2 adásán aszerint volt látható, az új jogszerzéssel a TV2 visszaiktatta a Hupikék törpikékbe.

## Történet
1976-ban Stuart R. Ross, amerikai médiaipari vállalkozó belgiumi utazása során látta először a Hupikék törpikéket, megállapodást kötött a Dupuis képregénykiadóval és Peyóval, hogy a Hupikék törpikék karakterjeinek amerikai forgalmazási jogait megvásárolják. Ezt követően Ross egy kalifornia céggel Wallace Berrie and Co.-val gyakorolta a jogokat: Hupikék törpikés játékokat, plüssöket forgalmaztak a céggel, amellyel népszerűvé váltak hamarosan. Fred Silverman NBC elnök lányának, Melissának is tetszettek a figurák, miután Silverman vett egy játékbabát aspeni látogatásuk során. Silvermannek ekkor jutott eszébe, hogy egy törpökből készült rajzfilmsorozat remekül illett volna az NBC szombat reggeli rajzfilmblokkjához.
Az NBC leadta a megrendelést a Hanna Barbera studiónak a gyártáshoz, akik eleinte SEPP International S.A. vállalattal, majd 1987-től 1989-ig a Lafig S.A. vállalattal közösen gyártották. A Hupikék törpikék rövidesen a csatorna legnépszerűbb és leghosszabb ideig futó szombat reggeli rajzfilmsorozata volt, amelyből még 7 spin-off különkiadás is készült évente. Többször is jelöltek Emmy-díjra a rajzfilmsorozatot, amit 1982 és 1983-ban elnyert kiemelkedő gyermek szórakoztató sorozat kategóriában.
1989-ben elérte a 200. epizódot a rajzfilmsorozat, ami akkoriban ritka volt. Az utolsó évadban a részek színhelyei többet nem Aprajafalva voltak, hanem időutazókká váltak a törpök és különböző korokban és országokban voltak. Peyo betegsége miatt már nem tudta ellenőrizni a forgatókönyvet és az epizódok részeit, emiatt a Hanna Barbera studiónak nagyobb kreatív szabadsága lett. Azonban a történetváltás nem hozott sikert: a nézettségi adatok visszaestek és mivel az NBC a szombat reggeli rajzfilmblokkját lecserélte élőszereplős blokkra, így a Hupikék törpikéknek is vége lett egy megoldatlan cliffhangerrel, és a történet szerint a 17 törp végtelen időutazóvá vált.

## Szereplők
| Szereplő                                                                                    | Eredeti hang     | Magyar hang | Magyar hang                                                   |
| Szereplő                                                                                    | Eredeti hang     | 1. magyar szinkron (MTV, 1988–1994) (205 részben)                                                                                         | 2. magyar szinkron (TV2, 2016) (80 részben)                   |
| ------------------------------------------------------------------------------------------- | ---------------- | --- | ------------------------------------------------------------- |
| Törpapa                                                                                     | Don Messick      | Sinkovits Imre Detre Annamária (fiatalon)                                                                                                 | Szersén Gyula                                                 |
| Ábrándos törp                                                                               | Don Messick      | Rudolf Péter | Kassai Károly                                                 |
| Hapci                                                                                       | Don Messick      | Gálffi László | —                                                             |
| Sziamiaú (macska)                                                                           | Don Messick      | Harsányi Gábor | Szokol Péter                                                  |
| Hókuszpók                                                                                   | Paul Winchell    | Haumann Péter | Haumann Péter                                                 |
| Törpilla                                                                                    | Lucille Bliss    | Málnai Zsuzsa | Haumann Petra                                                 |
| Okoska                                                                                      | Danny Goldman    | Cseke Péter | Haumann Máté                                                  |
| Ügyifogyi                                                                                   | William Callaway | Gyabronka József (1988–1991) Schnell Ádám (1992–1994)                                                                                     | Molnár Levente                                                |
| Törpingáló                                                                                  | William Callaway | Böröndi Tamás | Seder Gábor                                                   |
| Törperős                                                                                    | Frank Welker     | Bata János | Faragó András                                                 |
| Költörp                                                                                     | Frank Welker     | Varanyi Lajos | Seszták Szabolcs                                              |
| Vadócka                                                                                     | Frank Welker     | Bartucz Attila | Baradlay Viktor                                               |
| Vili (1. szo.) Bibice (2. szo.)                                                             | Frank Welker     | Kaszás Attila (A legkisebb viking) Szokol Péter (Hupikék törpikék, 1. hang) Minárovits Péter (Janó és Bibice / Hupikék törpikék, 2. hang) | Czető Ádám (Hupikék törpikék) Szalay Csongor (Janó és Bibice) |
| Törprobot (1. szo.) Robotörp (2. szo.) Robottörp (3. szo.)                                  | Frank Welker     | Sinkovits-Vitay András | Sinkovits-Vitay András                                        |
| Bányásztörp (1. szo.) Bányatörp (2. szo.) Vízőr (3. szo.)                                   | Alan Young       | Sinkovits-Vitay András | Sinkovits-Vitay András                                        |
| Kertitörp                                                                                   | Alan Young       | Balázsi Gyula | Pálfai Péter                                                  |
| Jajgatörp                                                                                   | Alan Young       | Straub Dezső | Takátsy Péter                                                 |
| Gyengi (1. szo.) Törperő (2. szo.)                                                          | Alan Young       | Kautzky Armand (1990) Balázsi Gyula (Hókuszpók óriása) Bor Zoltán (1993–1994)                                                             | Harmath Imre                                                  |
| Dulifuli                                                                                    | Michael Bell     | Gruber Hugó | Háda János                                                    |
| Ügyi                                                                                        | Michael Bell     | Szolnoki Tibor Csuha Lajos (4 részben) | Kapácsy Miklós                                                |
| Lusti                                                                                       | Michael Bell     | Pathó István | Elek Ferenc                                                   |
| Janó                                                                                        | Michael Bell     | Lippai László (Janó és Bibice / Hupikék törpikék)                                                                                         | Czető Roland                                                  |
| Hami                                                                                        | Hamilton Camp    | Józsa Imre | Mikó István                                                   |
| Nótata                                                                                      | Hamilton Camp    | Tahi József | Bodrogi Attila                                                |
| Törpojáca                                                                                   | Alan Oppenheimer | Balázs Péter | Szűcs Péter Pál                                               |
| Furfangusz (1. szo.) Omniapó (2. szo.)                                                      | Alan Oppenheimer | Rátonyi Róbert (1988–1992) Móni Ottó (1993–1994)                                                                                          | Botár Endre                                                   |
| Időapó                                                                                      | Alan Oppenheimer | Galamb György | —                                                             |
| Tréfi                                                                                       | June Foray       | Szerednyey Béla | Pusztaszeri Kornél                                            |
| Tavaszanyó                                                                                  | June Foray       | Győri Ilona | Zsurzs Kati                                                   |
| Hókuszmama                                                                                  | June Foray       | Vajay Erzsi Kassai Ilona | —                                                             |
| Törperdész                                                                                  | Henry Polic      | Izsóf Vilmos | Várday Zoltán                                                 |
| Törpöltő                                                                                    | Kip King         | Versényi László | Szabó Endre                                                   |
| Törpicur                                                                                    | Julie McWhirter  | Vadnay Tünde | Haffner Anikó                                                 |
| Zokogi                                                                                      | Mona Marshall    | Lippai László | Előd Álmos                                                    |
| Szakadtka                                                                                   | Marshall Efron   | Lesznek Tibor | —                                                             |
| Segítke                                                                                     | Ronnie Schell    | Felföldi László | Rába Roland                                                   |
| Riportörp                                                                                   | Ronnie Schell    | Görög László | Vida Péter                                                    |
| Leske                                                                                       | Frank Nelson     | Kautzky Armand | —                                                             |
| Törpepe (1. szo.) (felnőttkorú) Nati (2. szo.) (felnőttkorú) Zöldőr (3. szo.) (felnőttkorú) | Joey Camen       | Lux Ádám Kautzky Armand | —                                                             |
| Törpepe (1. szo.) (gyerekkorú) Nati (2. szo.) (gyerekkorú) Zöldőr (3. szo.) (gyerekkorú)    | Charles Adler    | Várhegyi Teréz (1989) Detre Annamária (1992–1994)                                                                                         | Dányi Krisztián                                               |
| Törpci (1. szo.) Törpörgő (2. szo.)                                                         | Pat Musick       | Felföldi László (1989) Simorjay Emese (1989–1994)                                                                                         | Rába Roland                                                   |
| Törpincs (1. szo.) Törtyögő (2. szo.)                                                       | Noelle North     | Papp Ágnes (1989) Csere Ágnes (1992–1994)                                                                                                 | Kocsis Mariann                                                |
| Törpiri                                                                                     | Julie Dees       | Götz Anna | Götz Anna                                                     |
| Törpszakáll                                                                                 | Jonathan Winters | Kenderesi Tibor | Forgács Gábor                                                 |
| Nagyitörp                                                                                   | Susan Blu        | Tolnay Klári | Bókai Mária                                                   |
| Király (Janó és Bibice)                                                                     | Bob Holt         | Simon György (A legkisebb viking) Szabó Gyula (Janó és Bibice / Hupikék törpikék)                                                         | Konrád Antal                                                  |
| Sabina Hercegnő (Janó és Bibice)                                                            | Jennifer Darling | Pápai Erika | F. Nagy Erika                                                 |
| Lady Lábvíz (Hupikék törpikék és a csodafurulya) Lady Barbara (Janó és Bibice)              | Linda Gary       | Kassai Ilona | Molnár Zsuzsa                                                 |
| Melák                                                                                       | Lennie Weinrib   | Vajda László (1988–1991) Dengyel Iván (1992–1994) Kránitz Lajos (2 részben)                                                               | Sótonyi Gábor                                                 |
| Bibircsóka / Agáta                                                                          | Janet Waldo      | Némedi Mari | Nádasi Veronika                                               |
| Gerald király                                                                               | Phil Proctor     | Bolba Tamás (Hupikék törpikék / Janó és Bibice)                                                                                           | Moser Károly (Hupikék törpikék) Joó Gábor (Janó és Bibice)    |
| Szepi (1. szo.) Viki (2. szo.) Vili (3. szo.)                                               | Brenda Vaccaro   | Szokol Péter | Moser Károly                                                  |
| Baltazár                                                                                    | Keene Curtis     | Farkas Antal Velenczey István (Törpapa esküvője)                                                                                          | Jantyik Csaba                                                 |
| Klorihidra                                                                                  | Amanda McBroom   | Náray Teri | Tóth Judit                                                    |
| Fenwick Quarrel                                                                             | N/A              | Makay Sándor | Katona Zoltán                                                 |
| Szivárványkobold                                                                            | N/A              | Tóth Titusz (1991) Botár Endre (1993) | Botár Endre                                                   |

- További magyar hangok (Hupikék törpikék (MTV-s szinkronban)): Bartucz Attila, Benkő Péter, Beregi Péter, Bodor Tibor, Bolba Tamás, Bor Zoltán, Botár Endre, Buss Gyula (Gusztáv), Cs. Németh Lajos (Kínai utazó), Csere Ágnes, Csikos Gábor, Csonka Anikó, Csuha Lajos, Csurka László, Dallos Szilvia, Dengyel Iván, Detre Annamária (Marina (1. hang)), Elekes Pál, Farkas Antal (Olaf), Győri Ilona (Fanyaróka), Gyürki István, Hankó Attila (Halárus), Harkányi Endre (Thomas), Herczeg Csilla, Horkai János (Maestro), Horváth Gyula (Vezér kobold; Szakóka), Horváth Zoltán, Huszár László, Imre István, Kaló Flórián (Mordás, a varázsló), Kassai Ilona, Kassai Károly, Kautzky József, Kenderesi Tibor (Sellő király), Kerekes József (Hókuszpók óriása; Mela hódolója), Képessy József (Mocsári szörny), Kisfalussy Bálint, Kiss Erika, Kocsis György, Kocsis Judit (Tünca, Marina (2. hang)), Komlós András, Kökényesi Gábor, Kökényessy Ági, Kránitz Lajos, Kristóf Tibor, Laklóth Aladár, Láng József, Lippai László, Magda Gabi, Mányai Zsuzsa (Mela), Minárovits Péter, Némedi Mari, Orosz István, Oszvald Marika, Örkényi Éva, Pataki Imre, Pápai Erika, Pápai Erzsi (Lady Helga), Petrik József (Phitlic; Alossus), Pusztai Péter (Doktor úr Gusztávéknál), Rátóti Zoltán, Salinger Gábor, Sallai Tibor (Abrakadabra), Schnell Ádám, Schubert Éva (Diana), Straub Dezső, Sinkovits-Vitay András, Soproni Ági, Suka Sándor (Hókuszpók bácsikája), Szabó Ottó, Szacsvay László, Szokol Péter, Szombathy Gyula (Sarlatán doktor), Szűcs Sándor (Susztörp), Tolnay Klári (Méhkirálynő), Tóth Titusz (Fallon), Uri István, Varga T. József, Varga Tamás, Várkonyi András, Velenczey István, Vogt Károly (Kalózkapitány), Zágoni Zsolt
- További magyar hangok (Janó és Bibice (MTV-s szinkronban)): Balogh Erika, Benkóczy Zoltán, Beregi Péter, Bognár Zsolt, Botár Endre, Breyer László, Buss Gyula, Cs. Németh Lajos, Csurka László, Dallos Szilvia, Gyürki István, Helyey László, Horváth Gyula, Huszár László, Izsóf Vilmos, Kardos Gábor, Kárpáti Tibor, Kautzky Armand, Kerekes József, Kisfalussy Bálint, Komlós András, Kránitz Lajos, Móni Ottó, Orosz István, Papp Ágnes, Petrik József, Pusztai Péter, Rajhona Ádám, Salinger Gábor, Szacsvay László, Szoó György, Teizi Gyula, Uri István, Varga T. József, Várkonyi András, Zágoni Zsolt
- További magyar hangok (Hupikék törpikék (TV2 Kids-es szinkronban)): Albert Gábor, Bardóczy Attila, Bácskai János, Berkes Bence, Bessenyei Emma, Bolla Róbert, Cs. Németh Lajos, Csifó Dorina, Csuha Lajos, Grúber Zita, Gubányi György István, Gulás Fanni, Hegedűs Miklós, Honti Molnár Gábor, Jantyik Csaba, Joó Gábor, Kiss Erika, Koncz István, Konrád Antal, Markovics Tamás, Nádasi Veronika, Németh Gábor, Pálfai Péter, Pekár Adrienn, Potocsny Andor, Solecki Janka, Szűcs Sándor, Varga Tamás, Végh Ferenc, Végh Péter
- További magyar hangok (Janó és Bibice (TV2 Kids-es szinkronban)): Bolla Róbert, Németh Gábor, Pálfai Péter, Szűcs Sándor

## Magyar stábtagok

### MTV-s szinkronban
- Magyar szöveg: Tóth Melinda (1988-1991), Liszkay Szilvia (1989-1994)
- Dalszöveg: Szabó Imre
- Szerkesztő: Szőlősi Katalin (1989-1990), Kovács Katalin (1990-1991)
- Hangmérnök: Kertes Ferenc (1988-1991), Papp Zoltán (1992-1994)
- Rendezőasszisztens: Ambrus Zsuzsa (1988-1989), Tolnay Zoltán (1989-1990), Lonkai Szilvia (1990-1991), Masoll Ildikó (1992-1994)
- Vágó: Somogyi Péter (1988-1991), Ádám Gyöngyi (1992-1994)
- Gyártásvezető: Zorkóczi Erzsébet
- Szinkronrendező: Mauchner József
- Bemondó: Kertész Zsuzsa (1988), Pápai Erika (1989-1994)

A szinkron a Magyar Televízióban készült.

### TV2-es szinkronban
- Magyar szöveg: Bán Tibor, Jeszenszky Márton, Lázár Nikolett, Szekeres Katalin
- Hangmérnök: Árvai Csaba, Kelemen Tamás, Pongrácz Huba
- Gyártásvezető: Gémesi Krisztina
- Szinkronrendező: Kosztola Tibor
- Produkciós vezető: Kovács Anita
- Bemondó: Potocsny Andor

A szinkron a Pannónia Dubbing Solutions stúdiójában készült 2016-ban.

## Betétdalok
- Magas hegyek mögött hol a tenger hupikék (1. főcím) – Előadja: Hűvösvölgyi Ildikó, ?, Haumann Péter
- Mi a manó a törp (2. főcím) – Előadja: ?, ?, Haumann Péter
- Harsona hangja zeng – Előadja: Földes Tamás, ? (1. szinkron 13 részében)
- Járványdal – Előadja: Haumann Péter
- A jóság elűzi a rosszat – Előadja: ?, Götz Anna, Minárovits Péter, Haumann Péter

## Epizódok
| Évad | Évad      | Epizód | Történet | Évadpremier          | Évadfinálé         |
| ---- | --------- | ------ | -------- | -------------------- | ------------------ |
|      | 1         | 26     | 39       | 1981. szeptember 12. | 1981. december 5.  |
|      | 2         | 46     | 35       | 1982. november 27.   | 1982. november 20. |
|      | 3         | 33     | 55       | 1983. szeptember 17. | 1983. november 26. |
|      | 4         | 28     | 48       | 1984. szeptember 15. | 1984. november 17. |
|      | 5         | 24     | 40       | 1985. szeptember 21. | 1985. november 9.  |
|      | 6         | 39     | 63       | 1986. szeptember 13. | 1986. november 29. |
|      | 7         | 39     | 65       | 1987. szeptember 19. | 1987. december 5.  |
|      | 8         | 16     | 24       | 1988. szeptember 10. | 1988. október 29.  |
|      | 9         | 26     | 39       | 1989. szeptember 9.  | 1989. december 2.  |
|      | Speciális | 6      | N/A      | 1982. április 8.     | 1987. december 13. |

## Érdekességek
A rajzfilm-sorozatban az alábbi klasszikus zenei művek hangzanak el:
- Isaac Albéniz: Suite española, "Asturias"
- Johann Sebastian Bach: II. F-dúr Brandenburgi verseny, BWV 1047, Allegro moderato
- Johann Sebastian Bach: V. f-moll versenymű csembalóra és vonósokra, BWV 1056, Arioso. Largo
- Johann Sebastian Bach: III. D-dúr zenekari szvit, BWV 1068, 3. Gavotte
- Ludwig van Beethoven: Zongoraszonáta No. 8 c-moll (Pathetique), első tétel
- Ludwig van Beethoven: Zongoraszonáta No. 14 (Holdfény), harmadik tétel.
  - A két fenti művet gyakran felhasználták jelenetekben, amikor veszélybe kerülnek a törpök, vagy drámai feszültség fokozódik.
- Ludwig van Beethoven: Zongoraszonáta No. 23 (Appassionata), első tétel
- Ludwig van Beethoven: 1. szimfónia, első tétel
- Ludwig van Beethoven: 6. szimfónia (Pastorale), első és negyedik tétel
- Ludwig van Beethoven: 9. (d-moll) szimfónia, második tétel
- Hector Berlioz: Symphonie fantastique, második tétel
- Léon Boëllmann: Gótikus szvit, Toccata
- Alekszandr Borogyin: Polovtsian Dances, Fifth Dance: "Dance of the Boys"
- Anton Bruckner: Symphony No. 2, harmadik tétel
- Claude Debussy: Prélude à l'après-midi d'un faune
- Claude Debussy: Prelude Book 2 No. 6, Général Lavine – eccentri
- Paul Dukas: The Sorcerer's Apprentice
- Edward Elgar: Pomp and Circumstance March No. 1 ("Land of Hope and Glory")
- Edward Elgar: The Wand of Youth, Suite No. 1
- César Franck: Symphony in D minor, első és második tétel
- Edvard Grieg, Peer Gynt: "Reggeli hangulat" és "A hegyi király csarnokában"
  - "Reggeli hangulat" gyakran hallható, amikor Tavaszanyó megjelenik.
- Edvard Grieg: Lírikus darabok, "Törpék indulója"
- Albert Ketèlbey: In a Persian Market
- Lev Knyipper: Cavalry of the Steppes
- Kodály Zoltán: Háry János szvit
- Liszt Ferenc: Piano Concerto No. 1
- Liszt Ferenc: Totentanz
- Liszt Ferenc: Transcendental étude No. 6, "Vision"
- Felix Mendelssohn: Spring Song
- Wolfgang Amadeus Mozart: A varázsfuvola
- Wolfgang Amadeus Mozart: Figaro házassága
- Wolfgang Amadeus Mozart: Symphony No. 35 in D major, K.385 "Haffner", negyedik tétel – "A Törpifjoncok" című epizódban. Nagyon lassított változata hallható.
- Wolfgang Amadeus Mozart: Symphony No. 40 in G minor, K.550, első tétel – ("Szellemes történet" című epizódban)
- Modeszt Muszorgszkij, Pictures at an Exhibition: Gnomus, Tuileries – Hókuszpók témakörében levő variáció másfél perces, és egy olyan megszokott jelenetek, melyek a törpök hétköznapjára is jellemző.
- Modeszt Muszorgszkij: Night on the Bare Mountain
- Szergej Prokofjev: Symphony No. 1 ("Classical"): Gavotta
- Szergej Prokofjev: Romeo and Juliet
- Szergej Prokofjev: Peter and the Wolf
- Szergej Prokofjev: Lieutenant Kijé
- Szergej Prokofjev: Scythian Suite
- Szergej Rahmanyinov: Prelude in G minor
- Maurice Ravel: Gaspard de la nuit: Le gibet
- Nyikolaj Rimszkij-Korszakov: Seherezádé szimfonikus szvit
- Nyikolaj Rimszkij-Korszakov: Hópelyhecske (opera) – Akrobaták tánca
- Nyikolaj Rimszkij-Korszakov: The Golden Cockerel
- Nyikolaj Rimszkij-Korszakov: Flight of the Bumblebee
- Gioachino Rossini: Tell Vilmos: Nyitány
- Camille Saint-Saëns: Symphony No. 3 ("Organ"), első tétel
- Franz Schubert: Rosamunde: Ballettmusik Nr. 2
- Franz Schubert: Ständchen D 957
- Franz Schubert: 8., Befejezetlen szimfónia I. tétel – Hókuszpók jelenetekben hallható A Waldo de los Ríos verzióban (modern ütőhangszerekkel).
- Jean Sibelius: Finlandia
- Richard Strauss: Till Eulenspiegel vidám csínyei
- Igor Sztravinszkij: Tűzmadár-szvit
- Igor Sztravinszkij: The Rite of Spring
- Igor Sztravinszkij: Petruska: orosz tánc
- Pjotr Iljics Csajkovszkij: Natha Waltz
- Pjotr Iljics Csajkovszkij: A diótörő
- Pjotr Iljics Csajkovszkij: The Seasons: June, August
- Pjotr Iljics Csajkovszkij: A hattyúk tava
- Pjotr Iljics Csajkovszkij: Symphony No. 4: Finale (Allegro con fuoco)
- Pjotr Iljics Csajkovszkij: Symphony No. 6 ("Pathétique"), második téma az első tételből.
- Pjotr Iljics Csajkovszkij: Romeo and Juliet Fantasy Overture
- Richard Wagner: A nürnbergi mesterdalnokok
- Richard Wagner: The Ring

## Fordítás
- Ez a szócikk részben vagy egészben  a   The Smurfs (1981 TV series) című angol Wikipédia-szócikk fordításán alapul.  Az eredeti cikk szerkesztőit annak laptörténete sorolja fel. Ez a jelzés csupán a megfogalmazás eredetét és a szerzői jogokat jelzi, nem szolgál a cikkben szereplő információk forrásmegjelöléseként.